# 半人马之战
半人马之战（英语：Battle of the Centaurs）是意大利文艺复兴艺术家米开朗基罗的一件大理石浮雕，创作于1492年左右。这是米开朗基罗在洛伦佐·德·美第奇的赞助下创作的最后一部作品，他在完成后不久就去世了。这个故事是古希腊流行的艺术主题。这件雕塑现藏于意大利佛罗伦萨的米开朗基罗故居博物馆（Casa Buonarroti）。
半人马之战从几个方面，预示着米开朗基罗未来的雕塑的方向。米开朗基罗认为这是他早期作品中最好的作品。

## 背景

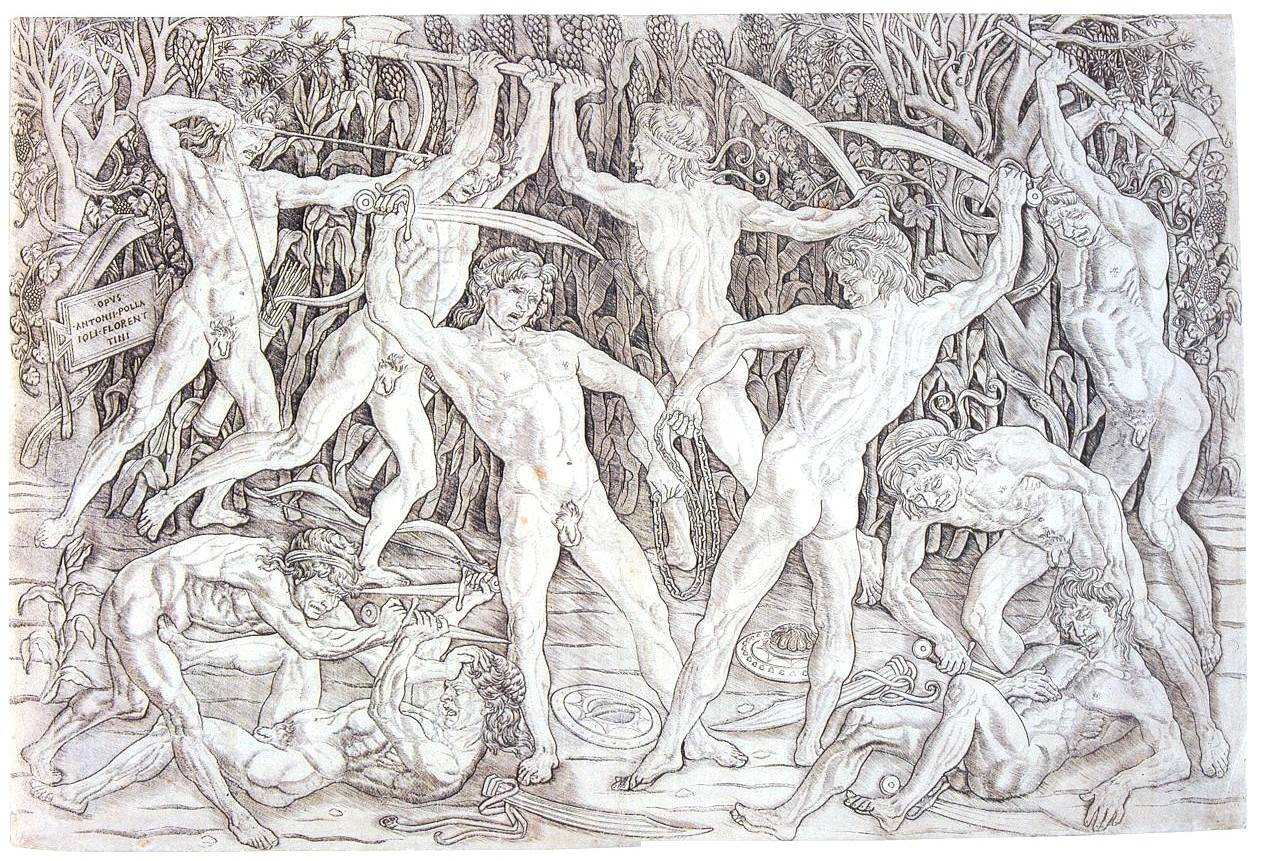

17岁的米开朗基罗，还在洛伦佐·德·美第奇的赞助下工作时，创作了《半人马之战》。这件作品并非主顾的订件，而是为自己创作的。 作品反映了当时再现古代主题的时尚。。
这位年轻的雕塑家始终没有完成这件作品。虽然一些传记将这归因于美第奇家族丧失了权力，但是当代米开朗基罗传记作家埃里克·西利亚诺认为，米开朗基罗有足够的时间完成雕塑。他还指出，米开朗基罗对这件作品没有表示不满。
不管这件雕塑是否故意未完成，米开朗基罗认为这个雕塑是他早期作品中最好的。尽管他曾毁坏或抛弃过许多其他作品，但他却终生保留了这件作品。

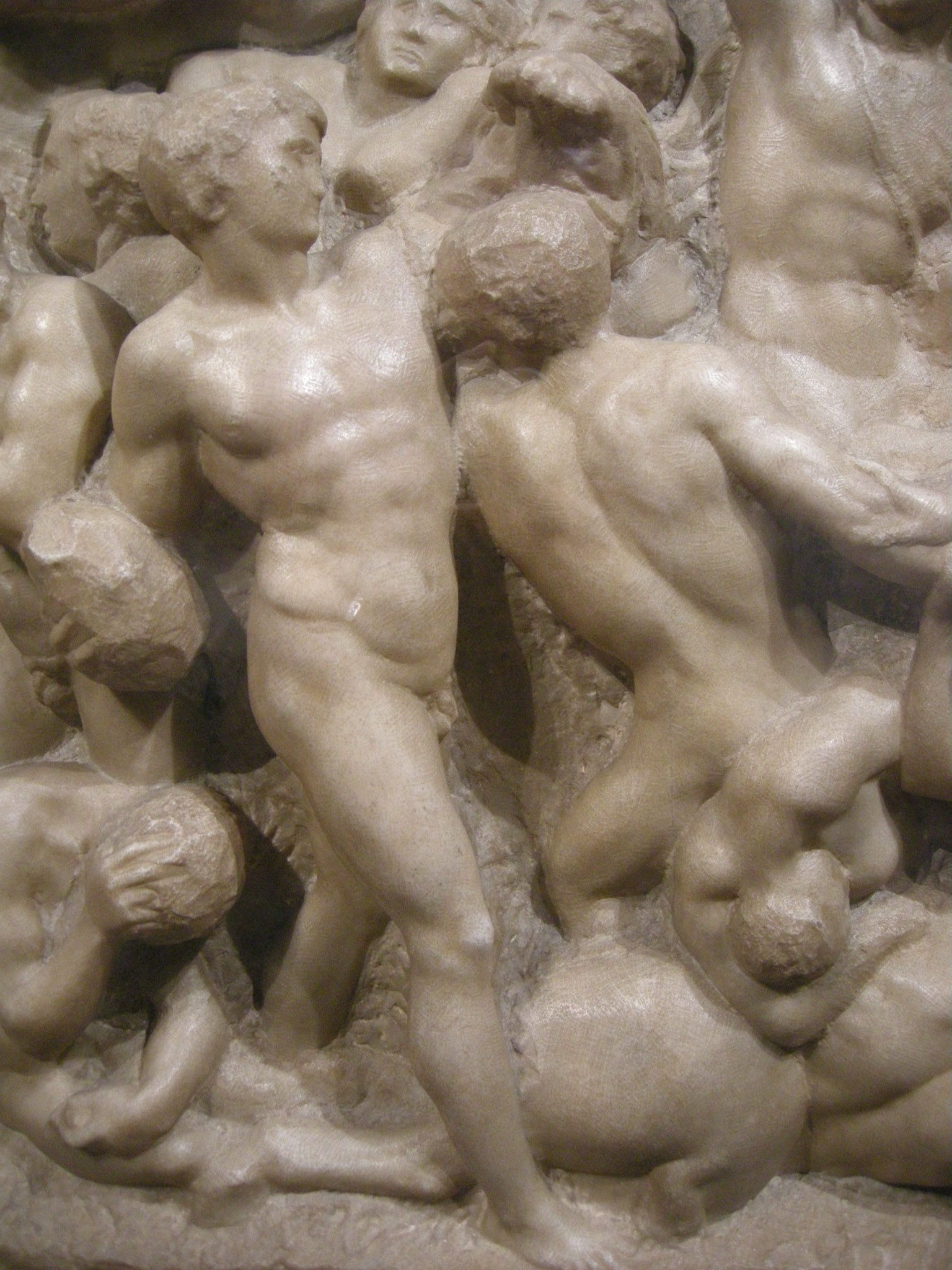

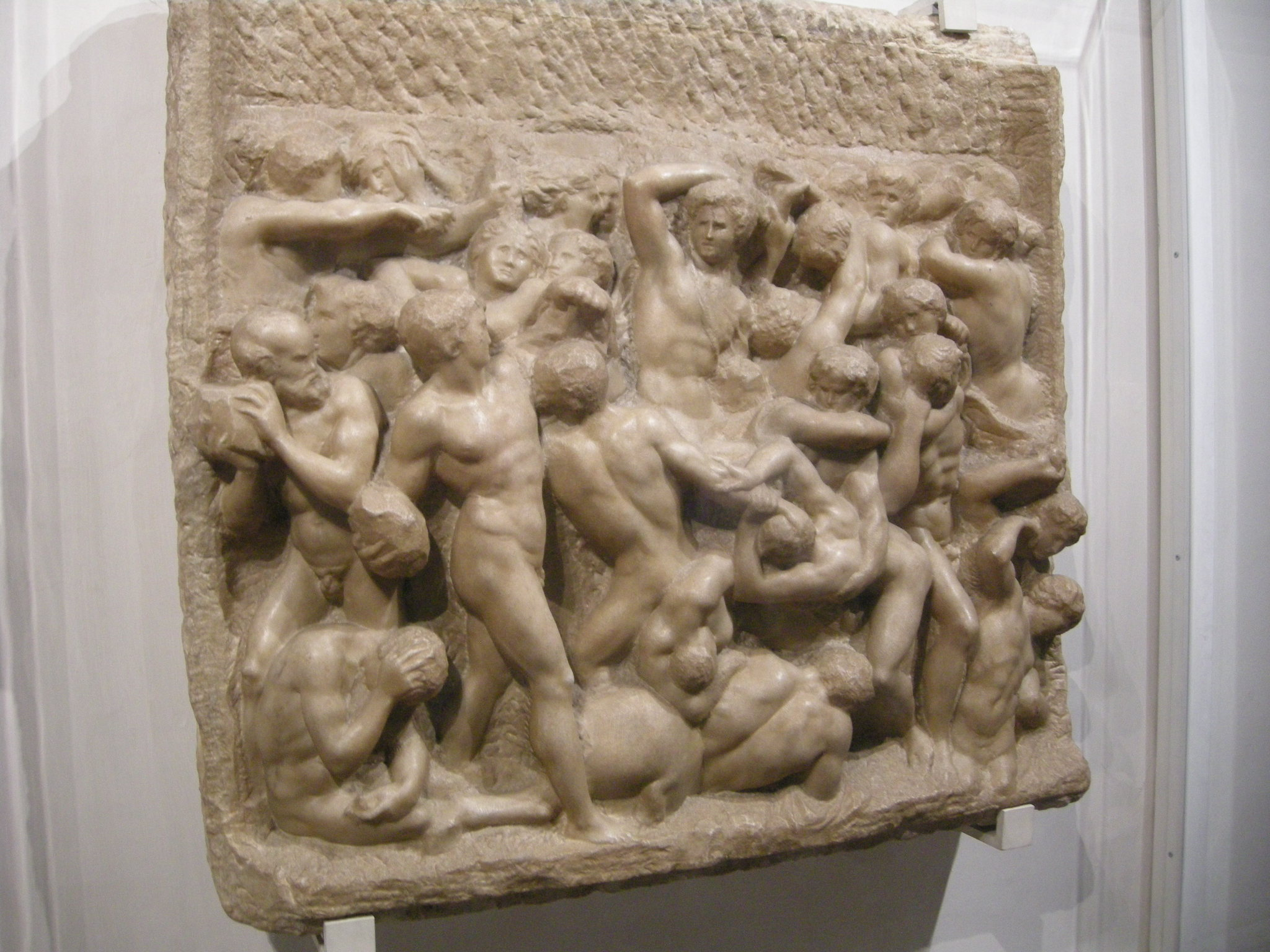
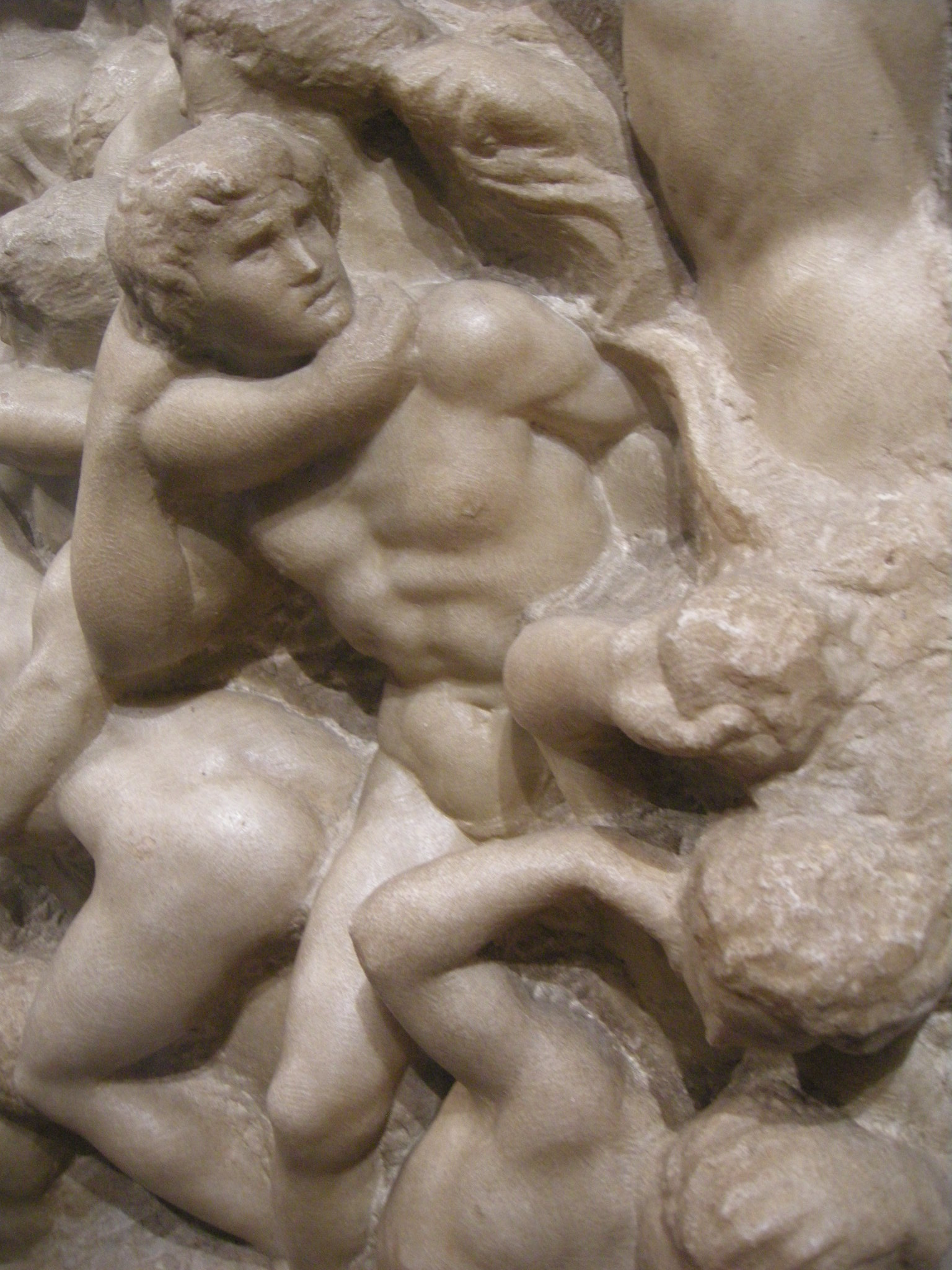
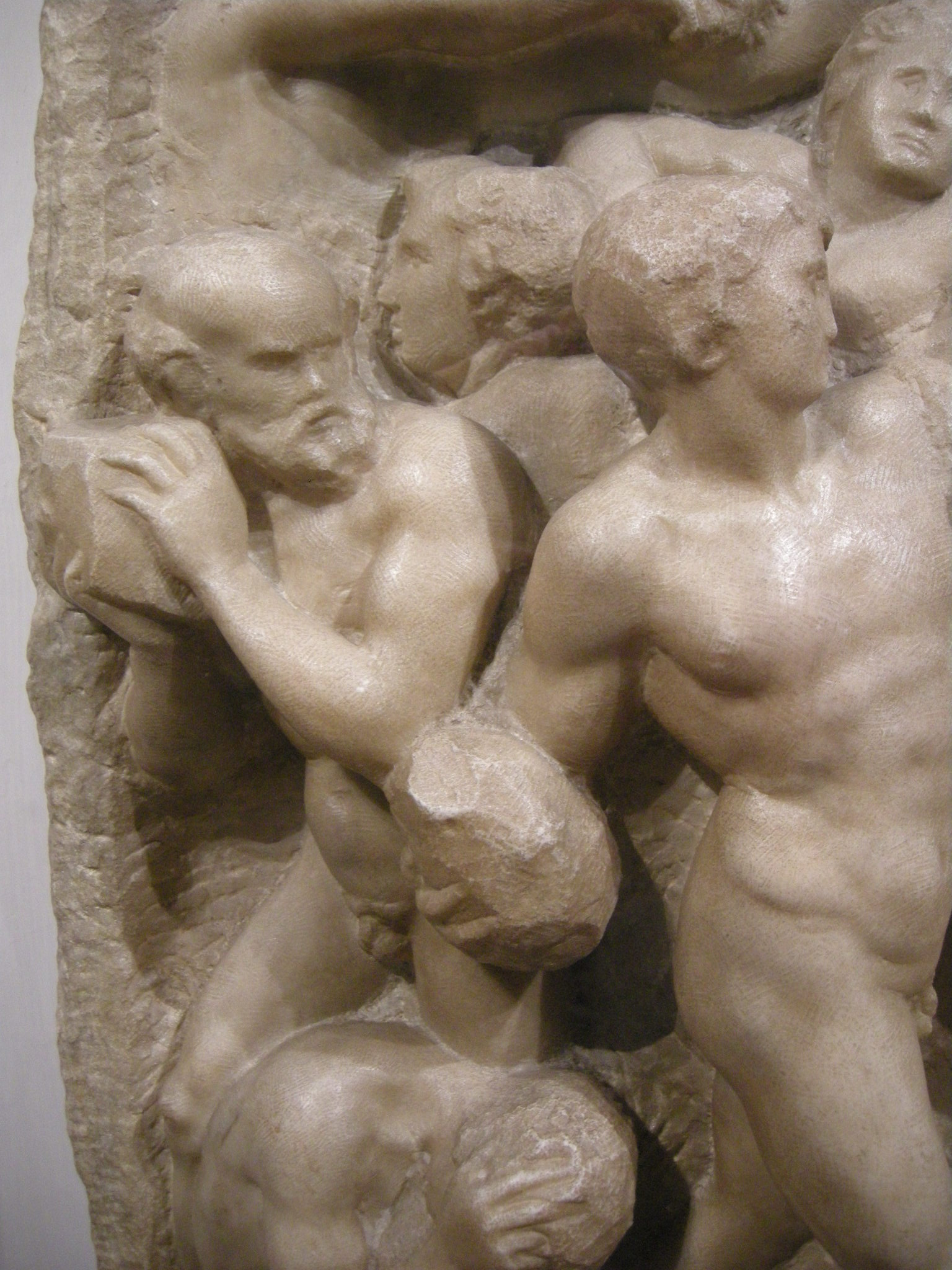
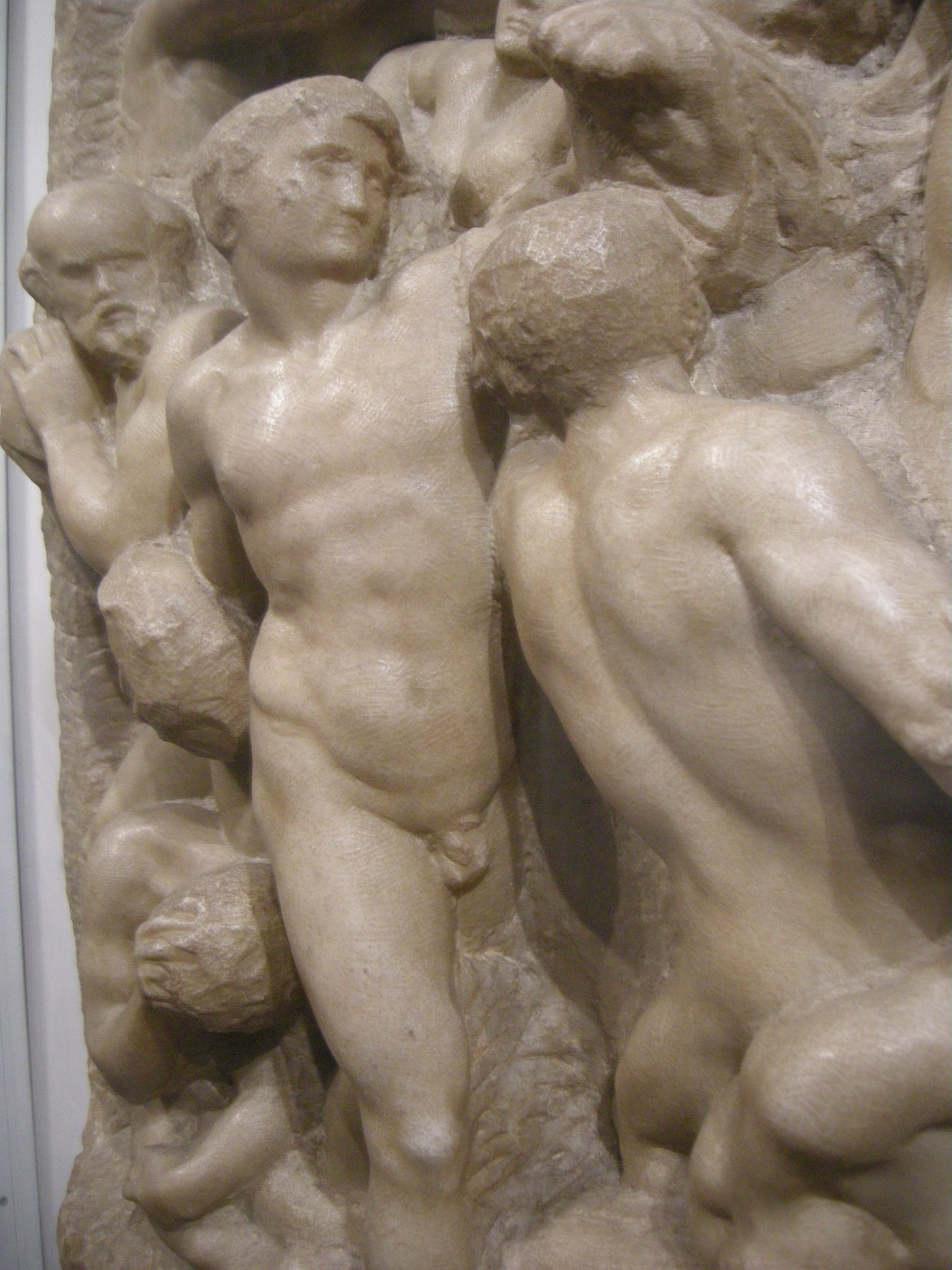